# Герасимович Вадим Анатолійович
Герасимо́вич Вадим Анатолійович (нар. 11 січня 1992 р. Київ) — український телеведучий, ведучий телеканалу «Рада», ведучий YouTube-каналу «Politeka Online» . Переможець Загальнонаціональної програми «Людина року» у номінації «Нова генерація року» (2020) . 
Член Національної спілки журналістів. 

## Освіта
У 2015 році закінчив магістратуру філософського факультету КНУ імені. Т.Шевченка за спеціальністю «Політологія».
У 2019 році захистив кандидатську дисертацію з політології на тему «Переговори як спосіб врегулювання політичних конфліктів» і отримав науковий ступінь «Кандидат політичних наук».

## Кар'єра
2004—2008 рр. — кореспондент інформаційного агентства «Юн-прес»  Київського палацу дітей та юнацтва.
2005—2006 рр. — позаштатний кореспондент газети «Правда України».
2008—2009 рр. — позаштатний кореспондент газети «День».
2016—2017 рр. — ведучий українського інтернет-телебачення «Active TV»
2016—2017 рр. — прес-секретар дослідницької компанії «Active Group» 
2017—2018 рр. — прес-секретар ТМ «Parimatch».
З 2018 року — ведучий YouTube-каналу «Politeka Online» 
З 2021 року — ведучий телеканалу «Рада»
З 24 лютого 2022 року — ведучий телемарафону «Єдині новини».
Вересень 2022 - червень 2023 - доцент кафедри соціології та політології Національного авіаційного університету. 

## Громадська діяльність
У 2009—2010 роках був помічником заступника голови з гуманітарних та соціальних питань (на громадських засадах) Київської облдержадміністрації.
2011—2015 рр. — координатор фан-клубу ФК «Динамо» (Київ) в КНУ імені Тараса Шевченка.
У 2014 році балотувався у депутати Київської міської ради в якості самовисуванця.
2015—2017 рр. — член Громадської ради Міністерства молоді та спорту України.

## Нагороди
Переможець Загальнонаціональної програми «Людина року» у номінації «Нова генерація року» (2020)